# Сеславино (Туркестанская область)
Сеславино (каз. Сеславино) — село в Тюлькубасском районе Туркестанской области Казахстана. Входит в состав Кельтемашатского сельского округа. Код КАТО — 516047700.

## Население
В 1999 году население села составляло 674 человека (334 мужчины и 340 женщин). По данным переписи 2009 года, в селе проживало 611 человек (306 мужчин и 305 женщин).